# Un coyote dans la bergerie
Pour plus de détails, voir Fiche technique et Distribution.
Un coyote dans la bergerie (Don't Give Up the Sheep en anglais) est un cartoon américain Looney Tunes de 1953 réalisé par Chuck Jones mettant en scène Ralph et Sam.